# Савельєв Іван Степанович
Іван Степанович Савельєв (2 січня 1903, село Менка, тепер Вяземського району Смоленської області, Російська Федерація — ?) — український радянський партійний діяч, завідувач відділу машинобудування ЦК КПУ. Депутат Верховної Ради УРСР 3—5-го скликань. Член Ревізійної Комісії КПУ в 1940—1960 роках. Член ЦК КПУ в 1960—1961 роках. Кандидат у члени ЦК КПУ в 1961—1966 роках.

## Біографія
Народився в родині робітника. Трудову діяльність розпочав учнем слюсаря.
Закінчив Першу Московську тракторну школу. Працював трактористом Муганського меліоративного будівництва біля міста Баку Азербайджанської РСР, механіком в Акмолінській області Казакської АРСР.
У листопаді 1925—1927 роках — у Червоній армії.
Член ВКП(б) з 1927 року.
У 1927—1932 роках — слюсар таксомоторного парку в місті Москві.
У 1932—1935 роках — слухач Військової Академії моторизації і механізації РСЧА імені Сталіна.
У 1935—1939 роках — технолог, начальник цеху Харківського моторобудівного заводу № 75.
У 1939—1941 роках — парторг ЦК ВКП(б) Харківського моторобудівного заводу № 75. У 1941 році був евакуйований у східні райони СРСР.
У 1941—1942 роках — заступник секретаря комітету ВКП(б) Челябінського тракторного заводу РРФСР.
З 1942 року — інструктор ЦК ВКП(б). Потім працював директором військового заводу на Уралі.
У липні 1947 — листопаді 1948 року — заступник секретаря Харківського обласного комітету КП(б)У з машинобудування — завідувач відділу машинобудування Харківського обласного комітету КП(б)У.
У грудні 1948 — червні 1953 року — завідувач відділу машинобудування ЦК КП(б)У.
У червні 1953 — серпні 1954 року — завідувач промислово-транспортного відділу ЦК КПУ.
У серпні 1954 — травні 1960 року — завідувач відділу машинобудування ЦК КПУ.
22 квітня 1960 — 10 серпня 1961 року — голова Державного науково-технічного комітету Ради міністрів Української РСР.
У 1961 (затв. березень 1962) — жовтні 1965 року — 1-й заступник голови Державного комітету Ради міністрів УРСР з координації науково-дослідних робіт.
З листопада 1965 року — завідувач відділу науки і нової техніки Управління справами Ради міністрів Української РСР.
Потім — на пенсії.

## Звання
- інженер-полковник

## Нагороди
- три ордени Трудового Червоного Прапора (26.02.1958, 8.08.1966)
- орден «Знак Пошани» (23.01.1948)
- орден Червоної Зірки
- медаль «За перемогу над Німеччиною у Великій Вітчизняній війні 1941—1945 рр.»
- медалі
- Почесна грамота Президії Верховної Ради Української РСР (30.12.1962)